# Lăutari
La parola rumena lăutar indica una classe di musicisti di etnia rom. Molto spesso, e per tradizione, i lăutari sono membri di una categoria professionale di musicisti romanì, chiamati anche țigani lăutari. Il termine deriva da lăută, la parola rumena per liuto. I lăutari di solito si esibiscono in gruppi, chiamati taraf.

## Terminologia
Lăutar, secondo il DEX ("Dicționarul Explicativ al Limbii Române" - "Dizionario esplicativo della lingua rumena"), è formato da lăută (che significa " liuto ") e dal suffisso dell'agente -ar, comune per i nomi professionali. Dovrebbe essere fatta una distinzione tra la parola generica rumena lăutar e il gruppo dei rom. In origine, la parola era usata solo per coloro che suonavano la lăută. Anche gli altri hanno preso il nome dal nome dei loro strumenti, ad esempio: scripcar (violinista), cobzar (suonatore di cobza) e naingiu (suonatore di nai). A partire dal XVII secolo, la parola lăutar venne usata indipendentemente dallo strumento suonato.
Un'altra distinzione dovrebbe essere fatta tra la musica lăutărească suonata da lăutari e la musica contadina rumena. Un termine più appropriato per qualcuno che suona musica contadina, cioè un musicista popolare è rapsod.

## Storia
La categoria dei lăutari probabilmente deriva da altri gruppi storici di rom presenti in Romania, come gli ursari, lovari e i kalderash. I nomi dei clan romanì in Romania sono di solito nomi che povengono dallr professioni in rumeno: căldărar (artigiani che producono grandi contenitori di metallo, căldare = secchio; -aș sostituisce -ar regionale), lingurar (artigiani che producono utensili per la cucina in legno, lingură = cucchiaio), florar (venditori di fiori, floare = fiore) eccetera.
La prima menzione dei lăutari risale al 1558 quando Mircea Ciobanul, il Voivode della Valacchia, dà Ruste lăutarul (Ruste il lăutar) in dono al Vornic Dingă dalla Moldavia. Nel 1775 fu fondata la prima gilda lăutărească (breaslă) in Valacchia.
I lăutari erano sia rom schiavi che rumeni liberi, ma i rom erano la maggioranza, preferiti perché ritenuti avere migliori capacità musicali. Nel tempo ci sono stati anche dei lăutari ebrei e turchi.
Prima del XIX secolo, i musicisti rom erano spesso impiegati per fornire intrattenimento nelle corti dei principi e dei boieri. Nel diciannovesimo secolo, la maggior parte di questi musicisti si stabilì nelle aree rurali dove cercarono un nuovo impiego ai matrimoni, funerali e altre celebrazioni tradizionali rumene. Erano chiamati țigani vătrași e hanno la lingua rumena come lingua madre, o talvolta la lingua ungherese. Solo alcuni di loro, con antenati del kalderash o dei gruppi di ursari, parlavano ancora la lingua rom.
I lăutari esistevano principalmente nelle regioni Moldavia, Muntenia, Oltenia e Dobruja dell'attuale Romania In Transilvania, musicisti professionisti tradizionali non esistevano fino al XIX secolo. Per questo motivo la musica contadina della Transilvania è rimasta più "pura". Una situazione simile era a Banat . Oggi i romani lăutari sono anche predominanti in Transilvania.
Come interpreti, i lăutari sono di solito organizzati in modo lasco in un gruppo noto come taraf, che spesso consiste in gran parte dei maschi di una famiglia allargata. (Esistono donne lăutari, per lo più vocalist, ma sono molto più numerose degli uomini.) Ogni taraf è guidato da un primaș, un solista primario.
Tradizionalmente, i lăutari suonavano a orecchio, ma oggi sempre più lăutari hanno studi musicali e sanno leggere le note.
I lăutari si considerano l'élite dei rom. Per questo motivo vogliono che i loro figli sposino solo altri lăutari .

## Musica lăutărească
La musica dei lăutari si chiama muzica lăutărească. Non esiste un solo stile musicale dei liutari, lo stile musicale varia da regione a regione, il più noto è quello della Romania meridionale. La musica lăutărească è complessa ed elaborata, con dense armonie e raffinati ornamenti, e la sua esecuzione richiede una buona tecnica. La musica lăutărească non deve essere confusa con la musica contadina rumena..
I lăutari trassero ispirazione da tutte le musiche con cui avevano contatti: la musica pastorale della Romania, la musica bizantina suonata nella chiesa, così come la musica straniera, in particolare turca, ma anche russa e dell'Europa occidentale. Mentre i lăutari hanno tratto ispirazione dalla musica locale, hanno anche influenzato la musica contadina rumena
L'improvvisazione è una parte importante della musica lăutărească . Ogni volta che un lăutar suona una melodia, la reinterpreta. Per questo motivo la musica lăutărească è stata paragonata alla musica jazz. Un lăutar della band Damian Draghici, che ha anche suonato Jazz, ha affermato che la musica lăutărească è una specie di jazz ..
A causa della sua caratteristica di improvvisazione su un certo quadro di base, la musica lăutărească è stata confrontata con altre musiche dei Desi come i Rāg. Yehudi Menuhin considerava la musica dei lăutari come un passo necessario verso l'India.
La musica dei lăutari stabilisce la struttura dei matrimoni contadini rumeni, oltre a fornire intrattenimento (non solo musica, ma trucchi magici, storie, addestramento degli orsi, ecc.) Durante le parti meno movimentate del rituale, i lăutari fanno anche da guida attraverso i rituali del matrimonio e moderano ogni conflitto che potrebbe sorgere durante quella che può essere una lunga festa alimentata dall'alcol.
Il repertorio dei lăutari comprende hora, sârba, brâul (una hora ad alto tempo), doiul, melodie con ritmi di derivazione turca (geamparaua, breaza, rustemul, maneaua lăutărească, cadâneasca), doina, de ascultare (approssimativamente "canzone per ascoltare", può essere considerata una forma più complessa di doina), cântecul bătranesc, călușul, ardeleana, corăgheasca, ardeleana, batuta
Nella Romania meridionale, la musica lăutărească ha uno strato rurale e uno urbano. La musica urbana lăutărească è conosciuta come folklore urbano o musica di mahala.
Seguendo un'usanza quasi certamente risalente almeno al Medioevo, la maggior parte dei lăutari spende rapidamente le tasse di queste cerimonie nuziali per banchetti prolungati per i loro amici e famiglie nei giorni immediatamente successivi al matrimonio.

## Strumenti spesso suonati dai lăutari
- flauto di pan (chiamato "muscal" e poi "nai" in rumeno) - Probabilmente è arrivato con i turchi     (sia "muscolare" che "nai" sono parole di origine turca ). Uno dei principali strumenti del vecchio lăutari, oggi è raramente utilizzato.
- violino - Sempre popolare tra i liutari .
- contra violino
- contrabbasso - Anche se spesso presente nel taraf, il basso non ha ricevuto molta attenzione dai lăutari, perché non ha permesso di suonare "virtuosicamente".
- cobza / lăuta - Uno strumento simile al liuto, ma probabilmente non direttamente correlato. O è un diretto discendente dell'oud, portato dai musicisti romani, oppure deriva dal kobza ucraino. Come il kobza, ha un collo corto ed è usato principalmente per l'accompagnamento ritmico, ma, come l'oud, non ha tasti. Oggi è praticamente estinto.
- cimbalom (chiamato "țambal" in rumeno) - Sostituisce cobza / lăuta, avendo più capacità.
- fisarmonica - Molto popolare nella musica moderna lăutarească .
- clarinetto - Utilizzato soprattutto nella musica lăutarească urbana del sud.
- tárogató - Utilizzato soprattutto in Banat, anche se oggi il sassofono ha ampiamente sostituito il tárogató.
- strumenti in ottone - Un'influenza austriaca, utilizzata soprattutto in Moldavia .

I lăutari raramente usavano gli strumenti soffiati usati nella musica contadina, a causa delle loro capacità limitate, ma c'erano alcuni liutari che usavano il flauto ("più fluido") o la cornamusa ("cimpoi"). Oggi i lăutari hanno anche usato molti strumenti elettrici, elettronici ed elettroacustici: varie tastiere (fisarmoniche elettroniche incluse), chitarre e bassi elettrici ed elettroacustici, ecc.

## Influenza su George Enescu
I lăutari e la loro musica ebbero avuto una grande influenza sul compositore rumeno George Enescu. Il suo amore per la musica iniziò quando, da bambino, sentì un taraf di lăutari durante un viaggio con sua madre a Bălțătești. Questo fatto fu difficile da accettare da parte di alcuni musicologi rumeni che cercarono di indurre l'idea che dovevano essere stati alcuni musicisti contadini che Enescu aveva sentito in quel viaggio. Enescu ricevette le sue prime lezioni musicali da un lăutar chiamato Nicolae (Lae) Chioru, il cui vero nome era Nicolae Filip. Durante la sua vita, Enescu fece amicizia con molti lăutari dai quali imparò la loro musica. A differenza di Béla Bartók, che evitò il romani lăutari, cercando solo la musica contadina, Enescu fu interessato a questo tipo di autenticità nazionalistica, si ispirò sia alla musica contadina che alla musica lăutarească (sia rurale che urbana). Le sue prime e probabilmente più famose composizioni, la Poème roumaine e la Rapsodia română n. 1 e 2, furono scritte citando direttamente brani di musica folcloristica urbana, che dette loro un forte sapore turco/mediorientale. Così profondo era questo aspetto nella sua musica che un critico tedesco pensò erroneamente che Enescu fosse lui stesso rom dopo aver ascoltato la Rapsodia rumena.

## Musicisti / gruppi musicali che suonano musica lăutari

### Bande / taraf
La maggior parte delle taraf non hanno un nome specifico, ma sono costruite intorno a una persona (il primaș) o una famiglia. La maggior parte delle band che hanno un nome sono create commercialmente. Alcuni dei più famosi sono:
- Damian and brothers - una band creata dal pan-flautista Damian Drăghici
- Fanfare Ciocărlia
- Mahala Rai Banda
- Taraf de Haïdouks

### Musicisti
- Ion Albeșteanu - violinista e cantante
- Barbu Lăutaru  (Vasile Barbu) - leggendario suonatore di cobza del XVIII-XIX secolo
- Marcel Budală - fisarmonicista
- Cornelia Catanga  - fisarmonicista e cantante
- Florea Cioacă  - violinista
- Angheluș Dinicu  - suonatore di flauto di pan, nonno di Grigoraş Dinicu e autore dello Skylark ( Ciocârlia )
- Grigoraș Dinicu - che ha suonato anche altri stili musicali
- Damian Drăghici - suonatore di flauto di pan
- Ion Drăgoi  - violinista
- Constantin Eftimiu  - violinista e cantante
- Toni Iordache - giocatore di cimbalom
- Fărâmiță Lambru - fisarmonicista
- Damian Luca  - suonatore di flauto di pan e nipote di Fănică Luca
- Fănică Luca - suonatore di flauto di pan e cantante
- Gabi Luncă - cantante
- Ionică Minune
- Romica Puceanu - cantante
- Vasile Pandelescu  - fisarmonicista
- Dona Dumitru Siminică  - cantante
- Petrea Crețu Șolcanu - violinista, nonno del jazzista Johnny Răducanu
- Ion Petre Stoican - violinista
- Ionel Tudorache  - fisarmonicista e cantante
- George Udilă - figlio di Ilie Udilă
- Ilie Udilă  - fisarmonicista

## Cultura di massa
- Il film Lăutarii (1972, film moldavo ) del regista sovietico moldavo Emil Loteanu. Il film presenta il leader del taraf dello Stato moldavo "Flueraș" Sergiu Lunchevici (Sergei Lunkevich).